# Highsted
Highsted est un village anglais situé dans le comté du Kent.